# Invasion de Sumatra
Seconde Guerre mondiale
Batailles
Invasion des Indes orientales néerlandaises
- Bornéo (1941-1942)
- Manado
- Tarakan (1942)
- Balikpapan (1942)
- Amboine
- Makassar
- Sumatra
- Badung
- Timor
- Première bataille de la mer de Java
- Détroit de la Sonde
- Java
- Seconde bataille de la mer de Java

L'invasion de Sumatra qui dura du 14 février au 28 mars 1942, se déroula durant la campagne des Indes orientales néerlandaises, dans le cadre du théâtre asiatique de la Seconde Guerre mondiale. L'invasion devait avoir lieu avant l'invasion de Java pour détruire le flanc ouest des alliés et permettre l'accès à Java.

## Contexte
Après la conquête japonaise de la péninsule malaise, les Alliés commencèrent à transférer des troupes à Sumatra en décembre 1941. Les premiers bombardiers britanniques et australiens se relayèrent au sud de l'île pour évacuer des troupes sur la péninsule malaise. Les opérations ramenèrent environ 3 400 soldats australiens à Sumatra.
Lors d'une conférence conjointe le 16 décembre, les Pays-Bas demandèrent une aide pour renforcer la défense de Sumatra et de Java. En outre, des plans furent établis à Sabang pour créer des camps de ravitaillement à Medan et à Pekanbaru. Cependant, ces plans furent révisés le 27 décembre et les aérodromes P1 (Pangkalanbenteng) et P2 (Praboemoelih) furent choisis comme emplacements du nouveau quartier général pour stationner un relais de bombardiers opérationnels. En raison du mauvais état des aérodromes, la réinstallation commença le 31 décembre et le personnel au sol disponible arriva au début de janvier. Un autre aérodrome était situé à Oosthaven. Des routes entre Medan et Pekanbaru furent construites et six canons antiaériens lourds et légers Bofors 40 mm furent livrés à chaque aérodrome de Palembang, tandis que huit autres canons antiaériens furent placés dans les raffineries. Cependant, les Alliés devaient faire face une pénurie de munitions car les navires de livraison de munitions furent coulés par les japonais pendant la traversée.

## Opération L
Le premier raid aérien japonais débutent le 6 février et frappe le terrain d'aviation P1 de Palembang, au cours duquel deux bombardiers Blenheims et quatre Hurricanes sont détruits et deux autres Hurricanes sont endommagés. Au sol, les japonais détruisent deux Buffalos tandis que les Alliés n'abattent qu'un seul Nakajima Ki-43 japonais. En guise de contre-mesure, les Alliés lancent des raids nocturnes contre les lignes japonaises sur la péninsule malaise et assurent la protection aérienne des convois de réfugiés en provenance de Singapour.
Pour l'opération « L », l'Armée japonaise aligne le 229e régiment de la 38e division d'infanterie de Hong Kong à la baie de Cam Ranh, en Indochine. Huit transports partent le 9 février 1942, escortés par la 7e division de croiseurs, comprenant un croiseur, quatre destroyers, cinq dragueurs de mines et deux chasseurs de sous-marins sous le commandement du Contre-amiral Shintarō Hashimoto pour envahir Bangka et Palembang. Le lendemain, la force du Contre-amiral Jisaburō Ozawa la suit en compagnie de la Flotte de Couverture Occidentale, composée du porte-avions Ryūjō, du navire amiral Chōkai, cinq autres croiseurs, quatre destroyers et un groupe aérien, sous le commandement du Contre-amiral Kakuji Kakuta. La majeure partie de la force d'invasion est acheminée dans treize transports le 11 février escortés par un croiseur lourd, une frégate, quatre destroyers et un chasseur de sous-marin.
Le pétrolier néerlandais Manvantara est coulé par des avions japonais le 13 février 1942 en mer de Java. Quatre sous-marins hollandais sont déployés depuis les îles Anambas, trop éloignés pour atteindre la flotte japonaise. Les transports atteignent Singapour pendant que des cargos de réfugiés alliés se déplaçant en direction de Java et de Sumatra sont attaqués par des avions du Ryūjō. Ces mêmes avions endommagent le croiseur léger britannique Durban qui doit se détourner vers Colombo et attaquent l'unité aérienne de Genzan en compagnie de bombardiers terrestres japonais. Deux pétroliers alliés, un bateau à vapeur et de nombreux navires plus petits sont coulés ; un pétrolier et deux transports sont gravement endommagés.
Le 14 février à 8 heures du matin, les gardes antiaériens avertissent Palembang qu'une grande vague d'attaque japonaise est en route vers la ville. Cependant, toutes les forces aériennes alliées disponibles sont en mission pour protéger les convois maritimes et sont hors de portée radio. La vague de bombardiers japonais attaque l'aérodrome P1, mitraillant toute résistance. Peu de temps après, 260 parachutistes japonais de la première division aéroportée japonaise de Kahang (en) atterrissent sur P1. La deuxième vague, composée de 100 parachutistes de Kluang, se pose peu après à quelques kilomètres à l'ouest de P1, près de la raffinerie.
Face à eux sont opposés 150 hommes de la défense antiaérienne britannique, 110 soldats hollandais et 75 hommes de la défense territoriale britannique de P1. Alors que les japonais empilent des véhicules pour faire des barrages routiers, de nombreux accrochages éclatent pendant que les avions atterrissent pour les ravitailler. Face au feu antiaérien, les avions se dirigèrent vers l'aérodrome P2. Dans l'après-midi, les britanniques tiennent toujours l'aérodrome mais ils sont bientôt à court de munitions. Après un faux rapport annonçant d'autres atterrissages japonais à environ 25 kilomètres de distance, le commandant britannique, H. G. Maguire, décide d'évacuer l'aérodrome et la ville. Le lendemain, 100 autres parachutistes japonais atteignent la raffinerie. Après de violents combats qui durent toute la journée, les Alliés parviennent à repousser les Japonais mais la raffinerie est lourdement endommagée par des tirs de mitrailleuses et avant de prendre feu. D'autres petites installations environnantes sont également endommagées.
Pendant ce temps, la flotte d'escorte du Vice-amiral Ozawa passe au nord de Bangka pour former un écran de couverture de grande envergure pour les débarquements japonais qui ont lieu peu de temps après. Une avant-garde arrive à Bangka tandis que les unités principales ayant atterri près de Palembang, à l'embouchure du fleuve Musi, avancent le long du fleuve jusqu'à la ville.
Au même moment, des avions de reconnaissance japonais aperçoivent la flotte ABDACOM, sous le commandement du Contre-amiral Karel Doorman. Sur l'ordre de Wavell, Doorman avait rassemblé la flotte au sud de Bali, composée des croiseurs hollandais De Ruyter, Java et Tromp, accompagnés du croiseur britannique Exeter, du croiseur léger australien Hobart et dix destroyers, faisant route en direction de Sumatra depuis le 14 février. Les chasseurs japonais du Ryūjō et d'une base de Malaisie attaquent la flotte de l'ABDACOM à midi le lendemain et font reculer tous ses navires vers le sud.
La flotte d'invasion dans le détroit de Bangka est également repérée par des avions de reconnaissance britanniques du P2. Au petit matin, 22 Hurricanes, 35 Blenheims et trois Hudsons, lancent une attaque contre les navires. Ils sont engagés immédiatement par des avions japonais, ce qui donne lieu à de violents combats aériens.
À P2, la nouvelle du débarquement de parachutistes japonais sur P1 est connue. Le commandant initie alors les préparatifs pour l'évacuation de l'aérodrome. Cependant, le commandement apprend que l'aérodrome P1 n'est pas abandonné, préparant alors une attaque de nuit. Dans le brouillard matinal, l'aviation alliée lance de violentes attaques contre les japonais qui commencent leur débarquement à l'embouchure du fleuve. Les avions japonais se retirent peu de temps après le début de la bataille, ceci profitant alors aux Alliés qui attaquent les transporteurs. Vingt engins de débarquement sont coulés par des Hurricanes et des centaines de japonais sont tués sur la plage au sud-ouest de Bangka.
Pendant ce temps, le commandement néerlandais ordonne la destruction des dépôts de pétrole et des stocks de caoutchouc. Les ferrys dans le fleuve Musi sont détruits dans l'heure suivante afin qu'ils ne puissent pas être utilisés par les japonais pendant que les défenseurs de P1 commencent une retraite rapide. Dans la nuit du 15 février, des unités japonaises ayant survécu à l'attaque aérienne dans l'embouchure de Musi atteignent Palembang et appuient les parachutistes qui débarquent sur P1 et à la raffinerie.
Le maréchal Archibald Percival Wavell était le commandant suprême des forces ABDACOM. Dans la matinée du 15 février, Wavell organise une retraite régulière à Oosthaven où plusieurs petits navires gisent dans le port. Le 17 février, 2 500 membres de la RAF britannique, 1 890 fantassins britanniques, 700 soldats néerlandais et environ 1 000 civils sont évacués par l'intermédiaire de douze navires. La corvette australienne Burnie couvrant la retraite détruit les installations portuaires et les réservoirs de pétrole. Un bateau à vapeur plus petit reste au port pour pouvoir prendre en charge les réfugiés arrivant plus tard.
Entre-temps, les japonais ont complètement pris Palembang et ont détruit les raffineries de pétrole de deux stations plus petites. De petits transporteurs de troupe remontent le fleuve jusqu'à Menggala (en).
Tous les avions de combat alliés restants quittent la zone au plus tard le 16 février tandis que le personnel des aérodromes est évacué par bateau vers l'Inde. La ville Oosthaven n'étant toujours pas tombée, une force opérationnelle se rend à terre le 20 février pour s'emparer de pièces de rechange des avions tout en détruisant les dernières installations encore utilisables.
Le 24 février, les japonais atteignent Gelumbang.

## Opération T
Les unités alliées restantes à Sumatra, principalement du KNIL, se retirent dans les provinces du centre et du nord de l'île. Les Hollandais prévoient une reconquête de Palembang pour tenter d'expulser les japonais de l'île. Ce plan fut d'une courte durée face à la poursuite agressive japonaise de Palembang menée par un régiment de reconnaissance motorisé d'environ 750 hommes. Les forces en infériorité numérique et en retraite continuelle commandées par le Major C.F. Hazenberg ne comptent que 350 habitués du KNIL divisées en deux compagnies. Les forces également très dispersés permettait aux japonais mieux formés et mieux équipés d'avancer rapidement. Après trois semaines, les japonais sont finalement confinés sur Moearatebo le 2 mars. Les renforts néerlandais de Padangpandjang peuvent remonter lorsque de fortes pluies rendent les rivières pratiquement infranchissables. Ce retard donne aux commandants locaux du KNIL le temps de déployer des unités supplémentaires depuis les provinces du centre, empêchant ainsi le flanc des unités en retraite d'être tourner.
Les 3 et 7 mars, de nombreux tirs d'embuscades ont lieu alors que les unités japonaises tentent de traverser la rivière. À l'arrêt de l'offensive, des espions hollandais reviennent avec des rapports comptabilisant de nombreux morts et blessés, signalant par ailleurs que le régiment ne compte plus que 200 hommes. Malgré tout, le major Hazenberg décide de contre-attaquer dans la nuit du 8 au 9 mars. Le 7 et le 8, plusieurs bateaux indigènes sont rassemblés à l'abri des regards et chargés de vivres et de munitions pendant la formation des groupes d'assaut. Cependant, le 8 mars, la nouvelle de la capitulation de Java arrive et tous les efforts offensifs doivent être interrompus car Sumatra était dépendante des livraisons de Java. Il est alors décidé de prendre une direction défensive. Le Sumatra occidental devra être laissé aux japonais, et seulement qu'une petite partie du nord serait défendue avec toutes les forces disponibles aussi longtemps que possible, jusqu'à ce qu'une évacuation par la mer puisse être organisée.
Pendant la retraite, les unités du KNIL détruisent tous les aérodromes et toutes les installations portuaires. Ils se retirent dans des positions défensives à l'entrée sud de la vallée d'Alice où il est prévu de tenir la position aussi longtemps que possible. Si les positions tombent, une guerre de guérilla dans les environs est prévue ; mais cette option se révéla difficile en raison de l'hostilité de la population de Sumatra envers les Hollandais, due à la colonisation.
L'opération « T » débute le 28 février, lorsque 27 transports embarquant 22 000 soldats japonais de la Garde impériale quittent Singapour. Ils sont répartis en quatre convois et sont accompagnés par trois croiseurs, dix destroyers, plusieurs patrouilleurs et d'unités de défense sous-marine. La force japonaise atteint le nord de Sumatra sans aucun problème, les Alliés ne disposant à ce moment-là d'aucun soutien aérien ou maritime.
Le 12 mars, le Détachement Kobayashi capture l'île de Sabang et l'aérodrome de Koetaradja sans rencontrer d'opposition. Le Détachement Yoshida débarque au sud d'Idi avec un seul bataillon d'infanterie, devant s'emparer des champs pétrolifères de Lantja et de Pangkalan Brandan (en). Ils se dirigent ensuite vers le sud en direction de Medan où ils exercent une pression sur les positions néerlandaises. La force principale débarque à environ quatre miles au nord-ouest de Tandjoengtiram, suivant l'autoroute Pematang-Siantar-Balige (en)-Tarutung en coupant toutes les forces du KNIL tentant de se retirer de Medan, tout en allant vers le nord en saisissant l'aérodrome de la ville.
Sumatra tombe le 28 mars lorsque le major-général néerlandais R. T. Overakker et 2 000 soldats se rendent près de la ville de Kutatjane, au nord de Sumatra.
Beaucoup de prisonniers de guerre alliés sont forcés de construire une ligne de chemin de fer entre Pekanbaru et Moera. Overakker et d'autres officiers du KNIL en captivité furent fusillés en 1945 en vue de la défaite imminente japonaise.